# 遵义路 (上海)
遵义路是中華人民共和國上海市长宁区一條南北走向道路，道路南起仙霞路，北至长宁路，全长1345米，宽16.6米至30米，车行道宽6.7米至10.6米。道路的第一期於1953年與天山一村同步建成；道路的第二期於1958年與天山三村、四村同步建成，路名來自於贵州遵义。道路沿路有天山新村、尚嘉中心和虹橋南豐城。